# Luis Ambrosio Concha Rodríguez
Luis Ambrosio Concha Rodríguez (Talca, 19 de agosto de 1874 - Santiago, 28 de julio de 1953) fue un abogado y político radical chileno.

## Actividades Profesionales
Hijo de Ambrosio Concha Silva y María Mercedes Rodríguez. Contrajo matrimonio con Ana Garcés Donoso. Educado en el Liceo de Talca y en la Facultad de Derecho de la Universidad de Chile, donde egresó de abogado en 1897.
Fue Director de la Sociedad de Exportadores de Vino, de la Compañía de Seguros La Americana (1939), de la Sociedad Periodística Libertad S.A. (1939) y de la Organización Kappes.
Consejero de la Caja de Crédito Hipotecario y de la Caja Nacional de Ahorros. Miembro del Directorio del diario "La Hora" (1936-1937) y fundador de la Caja de Crédito Agrario.

## Actividades Políticas
Militante del Partido Radical. Fue Alcalde de Talca (1913).
Fue elegido Diputado por Linares (1918-1921), integrando la comisión de Industria y Agricultura. Reelecto a la Cámara de Diputados, esta vez representando a Talca (1921-1924), formando parte de la comisión de Presupuesto.
Diputado por Curepto y Lontué (1924-1927), no logró terminar el período legislativo a raíz de la disolución del Congreso el 11 de septiembre de 1924 por la Junta de Gobierno.
Electo Senador por la 9.ª agrupación provincial de Valdivia, Llanquihue, Chiloé, Aysén y Magallanes (1937-1945), integrando la comisión permanente de Relaciones Exteriores, de la que fue presidente.
Fue socio de la Sociedad Nacional de Agricultura, del Club de La Unión y del Club Hípico.